# Sky Cinema Due
Sky Cinema Due (precedentemente noto come Sky Cinema Cult) è un canale televisivo tematico edito da Sky Italia, che trasmette cinema d'autore e si trova al canale 302 della piattaforma Sky nel pacchetto "Sky Cinema".

## Storia
Cult Network Italia debutta il 1º aprile 1998 sulla piattaforma televisiva commerciale a pagamento Stream TV proponendosi come canale culturale rivolto ad un pubblico colto. Nel 1999 e nel 2002 si aggiudica l'Hot Bird TV Awards quale miglior canale tematico europeo nella categoria Cultura.
In seguito alla chiusura di Stream TV e contestualmente alla nascita di Sky, il 31 luglio 2003 Cult Network Italia entra nel pacchetto "Mondo" posizionandosi sul canale 142 (successivamente riposizionato sul canale 131).
Nel 2004 Cult Network Italia viene acquistato dal gruppo Fox International Channels Italy che gli cambia nome in Cult. Il 1º gennaio 2006 Cult subisce un completo restyling grafico e un rinnovo del palinsesto. La nuova linea editoriale cerca di trasformare il canale in un contenitore di punti di vista alternativi e dal tono talvolta provocatorio.
Il 1º agosto 2009 Cult viene spostato nel pacchetto "Sky Cinema". Contestualmente viene cambiato anche il numero del canale che diventa il 319. Dal 1º dicembre 2009 trasmette nel formato panoramico 16:9.
Dal 1º agosto 2011 Cult è gestito direttamente da Sky Cinema e non più da Fox International Channels Italy.
Dal 1º settembre 2012, Cult diventa Sky Cinema Cult e inizia a trasmettere in alta definizione con la denominazione di Sky Cinema Cult HD, passando alla posizione 314.
Dal 2 luglio 2018, Sky Cinema Cult cambia logo e grafica insieme agli altri canali di Sky Cinema.
Dall'8 marzo 2019 il canale diventa Sky Cinema Due, in seguito al restyling dei canali Sky Cinema e si posiziona al canale 302.

## Palinsteso precedente

### Serie televisive
- Big Love
- Crash
- Mad Men (st. 1-3)
- I Soprano
- In Treatment
- Six Feet Under
- Tell Me You Love Me
- The Riches
- The Wire

### Altro
- Factory

### Film TV
- Delitto + castigo a Suburbia
- La scelta di Charlie

## Loghi

1º gennaio 2006 - 1º settembre 2012
1º settembre 2012 - 5 novembre 2016
5 novembre 2016 - 2 luglio 2018
2 luglio 2018 - 8 marzo 2019
8 marzo 2019 - 15 gennaio 2021
In uso dal 15 gennaio 2021